# 空対空用小型標的
空対空用小型標的（くうたいくうようこがたひょうてき）は防衛省技術研究本部と川崎重工業によって開発された、航空自衛隊の訓練に使用される使い捨てターゲット・ドローン。
訓練空域で戦闘機から発進させて空対空ミサイルの射撃訓練に用いる。同じ標的機を陸上自衛隊では対空射撃用標的の名称で採用していて、こちらではランチャから発射して対空兵器の射撃訓練に用いている。

## 開発
これまでえい航型標的では訓練できない射撃訓練は、すべて高価な自律型標的（J/AQM-1）を用いていたが、訓練経費低減のため、高度ではない訓練用の安価な標的機が求められた。そのため、訓練に必要な旋回性能・最大速度性能を有しつつ、既開発品などを活用した低価格かつ小型軽量な標的として開発された。
赤外線またはレーダー誘導方式の空対空ミサイル射撃訓練や、直進中または緩やかに旋回中の亜音速の標的に対する訓練での使用を想定している。
2004年度から部内研究が始まり、2006年度から2009年度に試作実施、2009年度から2011年度まで試験を実施。2012年度から配備開始。

## 特徴

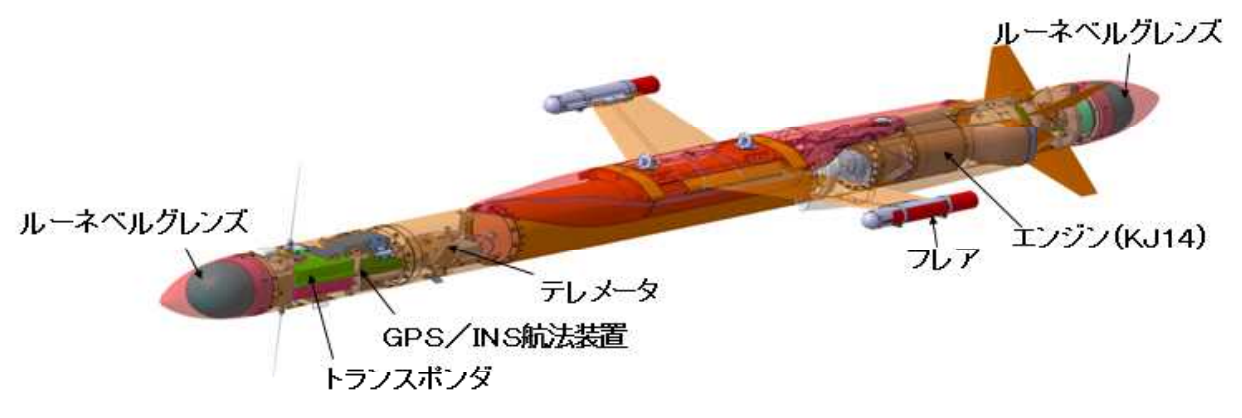
J/AQM-2の構造図

胴体とKJ-14ターボジェットエンジンが一体化した構造で、胴体中央部の主翼と尾部に4枚の全遊動式制御用フィンを備える。戦闘機の主翼下パイロンに搭載して、空中発射して使用し、使用後は海に沈める。
燃料タンクは一般的なインテグラルタンクではなく、加圧された外殻構造にブラダータンクを収めた構造としている。飛行中はエンジンからの抽気で加圧する。これにより部品点数を削減した簡素で低価格、かつ信頼性の高いシステムとした。
飛行パターンは事前にプログラム入力する方式だが、離陸後に発射母機から変更もできる。赤外線誘導およびレーダー誘導ミサイルに対応。
訓練データは標的機から発射母機に送られる。射撃情報は標的母機で記録でき、地上装置で再生可能。

## 形式
空対空用小型標的
2019年度、1機あたり約2,100万円（11機：約2億3,200万）
空対空用小型標的（巡航ミサイル模擬）
2019年度、1機あたり約5,300万円（初度費一式：約3,200万円）

## 諸元
- 全長: 3.6m[4]
- 全幅: 1.2 ｍ
- 全備重量: 最大 約110kg
- 最大飛行速度: 0.7 Ｍ以上(20,000ft)
- 飛行高度: 2,000 - 30,000ft
- 旋回性能: 1.5Ｇ以上(20,000ft、0.6 Ｍ)
- 航続性能: 15分以上
- 運用性:
  - 高度の変更、飛行パターンの選択可
  - 母機に射撃評価及び飛行情報を送信・記録
- 整備性: メンテナンスフリー化（1.5ｈウィンドミル２回＋1.0ｈウィンドミル後発進可能)

## 参照
1. 1 2 3 4 5 6  井田英次、堀井知弘、落合正幸、守田航、相浦貴幸、佐竹康秀、市村修太郎、眞保英樹 (2018年5月). “小型標的機の開発－独自技術による低コスト化－”. 川崎重工技報 179:  16-19.
2. 1 2 3 4 5 6 7 8  “平成24年度 政策評価書（事後の事業評価）”.   防衛省. 2020年3月28日閲覧。
3. ↑  “運用構想図及び開発線表”.   防衛省技術研究本部. 2020年3月28日閲覧。
4. 1 2   防衛省技術研究本部六十年史 4 技術開発官（航空機担当）. 防衛省技術研究本部. (2012年11月)
5. ↑  “川崎重工と小型標的機購入契約”.   航空新聞社. 2020年3月28日閲覧。